# サウル・アルバレス 対 ダニエル・ジェイコブス戦
サウル・アルバレス 対 ダニエル・ジェイコブス戦（サウル・アルバレス たい ニエル・ジェイコブスせん）は、2019年5月4日にアメリカ合衆国ネバダ州ラスベガスのT-モバイル・アリーナで開催されたプロボクシングの試合。WBA・WBC世界ミドル級王者のアルバレスと、IBF世界ミドル級王者のジェイコブスが行うミドル級王座統一戦。興行はゴールデンボーイ・プロモーションズとマッチルーム・スポーツ・USAの合同興行として行われた。

## 試合までの経緯

### 両者のミドル級での世界戦
2014年8月9日、バークレイズ・センターでジェイコブスがジャロッド・フレッチャーとWBA世界ミドル級レギュラー王座決定戦を行い、5回2分58秒TKO勝ちを収め王座獲得に成功した。
2015年4月24日、シカゴのクレジット・ユニオン・1・アリーナでジェイコブスがWBA世界ミドル級4位のカレブ・トルアックスと対戦。初回からペースを握るも攻めあぐねるもどかしいし展開が続き12回にようやくレフェリーストップ。12回2分12秒TKO勝ちを収め、初防衛に成功した。
2015年8月1日、バークレイズ・センターでジェイコブスが元WBC世界スーパーウェルター級王者でWBA世界ミドル級10位のセルヒオ・モラと対戦し、初回にお互いにダウンを喫するが、2回に再びモラがダウンを喫した際に足首の異常を訴え試合を棄権、2回2分55秒TKO勝ちを収め、2度目の防衛に成功した。モラは担架でリングから運び出され、右足首を骨折していたことが判明した。
2015年11月21日、マンダレイ・ベイ・イベント・センターでアルバレスがWBC世界ミドル級王者のミゲール・コットと対戦する予定だったが、同月17日に30万ドルのタイトル承認料を支払わなかった事を理由にコットが王座を剥奪された為、アルバレスが勝てば王座を獲得できるがコットが勝てば王座は空位になるという条件で、ミドル級の規定体重である160ポンド（72.57キロ）ではなく155ポンド（70.3キロ）のキャッチウェイトで対戦し、12回3-0（118-110、119-109、117-111）の判定勝ちを収め2階級制覇に成功した。この試合でアルバレスは500万ドル、コットは1500万ドルのファイトマネーを稼いだ。
2015年12月5日、バークレイズ・センターでジェイコブスが元WBO世界ミドル級王者でWBA世界ミドル級5位のピーター・クイリンと対戦し、右ストレートが顎にヒットしぐらつかせた後に連打の猛攻で棒立ちにさせフラフラになったところでレフェリーストップ。初回1分25秒TKO勝ちを収め、3度目の防衛に成功した。
2016年5月7日、T-モバイル・アリーナのボクシング最初のイベントとして16,540人の観客を動員し、アルバレスがミドル級の規定体重である160ポンド（72.57キロ）ではなく155ポンド（70.3キロ）のキャッチウェイトで2階級下の選手であるアミール・カーンと対戦した。序盤はカーンのスピードとフットワークに手を焼いたが徐々にタイミングを合わせて行き、最後に右ストレート一撃でカーンを失神させ試合終了。6回2分37秒KO勝ちを収め初防衛に成功した。この試合でアルバレスは350万ドル（3億8千万円）カーンは200万ドル（2億1千万円）のファイトマネーを稼いだ。
2016年5月18日、アルバレスがWBC世界ミドル級王座を返上した。
2016年9月9日、ペンシルベニア州レディングのサンタンデール・アリーナでジェイコブスが元WBC世界スーパーウェルター級王者でWBA世界ミドル級15位のセルヒオ・モラと1年1ヵ月ぶりに再戦し、4回と5回に1度ずつ、7回に3度の計5度ダウンを奪い7回2分8秒TKO勝ちを収め、4度目の防衛に成功した。
2017年3月18日、マディソン・スクエア・ガーデンでジェイコブスがWBAスーパー・WBC・IBF世界ミドル級王者のゲンナジー・ゴロフキンと団体内王座統一戦を行い、12回0-3（112-115×2、113-114）の判定負けを喫しWBC王座並びにIBO王座の獲得に失敗、WBAの団体内王座統一によるレギュラー王座の5度目の防衛にも失敗し王座から陥落した。なおジェイコブスはIBFが義務付けている当日計量を拒否したため、ジェイコブスが勝てばIBF王座が空位となるルールで試合が行われた。
2017年9月16日、T-モバイル・アリーナでアルバレスがWBAスーパー・WBC・IBF世界ミドル級統一王者のゲンナジー・ゴロフキンと対戦。WBC王座がかけられることをアルバレスが再び拒否したため、アルバレスが勝てばWBC王座は空位となり、ゴロフキンが勝てばWBAスーパー、WBC、IBF王座の防衛となる条件で試合は行われ、12回1-1（118-110、113-115、114-114）の判定で引き分けたためWBAスーパー、IBF並びにIBO王座の獲得に失敗した。この試合でアルバレスは500万ドル（約5億6千万円）、ゴロフキンは300万ドル（約3億3千万円）のファイトマネーを稼ぎ、PPVの歩合収益等の興行収入を加えてアルバレスは4200万ドル（約47億円）、ゴロフキンは2000万ドル（約22億円）を稼いだ。
2018年4月28日、バークレイズ・センターにてジェイコブスがWBA世界ミドル級5位のマチェック・スレッキとWBA世界ミドル級挑戦者決定戦を行い、12回3-0（116-111、117-110、115-112）の判定勝ちを収め挑戦権を獲得した。
2018年9月15日、T-モバイル・アリーナでアルバレスがWBAスーパー・WBC世界ミドル級王者ゲンナジー・ゴロフキンと対戦し、12回2-0（115-113×2、114-114）の判定勝ちを収め、WBAスーパー、WBC王座の獲得、リングマガジン王座、WBCがこの試合のために特別に作成したチアパネック王座の獲得に成功した。
2018年10月27日、 マディソン・スクエア・ガーデン・シアターでジェイコブスがIBF世界ミドル級1位のセルゲイ・デレフヤンチェンコとIBF世界ミドル級王座決定戦を行い、12回判定勝ちを収め王座返り咲きに成功した。

### 対戦決定後の概要から試合まで
2019年1月17日、ゴールデンボーイ・プロモーションズが、2019年5月4日にT-モバイル・アリーナにてアルバレスとジェイコブスが3団体ミドル級王座統一戦を行うことをメディアに通達した。メディアを通してアルバレスは「次の試合がシンコ・デ・マヨの週末に決まりうれしい。ジェイコブスとの統一戦は私にとり重要。勝利を収めることは疑いなく、比類なきミドル級チャンピオンに就くためのステップとなるだろう」とコメントし、対するジェイコブスも「これは待ちに待ったチャンス。私は常にカネロに勝てると信じている。私はこのチャンスに懸けている。カネロは約4年間、アメリカ人と対戦していない。自分がミドル級のベストであることを立証する」と自信をうかがわせた。
2019年4月15日、ジェイコブスがニューヨーク・ロングアイランドのCEAフィットネスジムでメディア向けにトレーニングを行った。メディアのインタビューにおいてジェイコブスは「今回の勝利が以前私がゴロフキンに勝ったかどうかを証明する機会になる。私は常に公言するようにミドル級のベストだ。カネロに勝ってゴロフキンにリマッチのチャンスをあげたい」と自分が主役であることをアピールし、アルバレスについては「彼のことを世界的にリスペクトしている。疑いなくパウンド・フォー・パウンドのトップテンに入る男だ。ただ彼はゴロフキンとの2戦で負けたと感じた。でもやるかやれるかのこのスポーツで彼は勇気を誇示した。だからリングでは容赦しない。我々は紳士でボクシングの親善大使だけど、リングではリスペクトは不要。血が飛び散る激闘になるだろう」と胸中を語った。
2019年5月1日、最終記者会見が行われた。アルバレスは「私はいかなるスタイルの相手とも戦える。土曜日、彼がリングに持ち込むものにカウンターで対応できる」と自信を示し、「ボクシングではどんなことでも起きる。ノックアウトもそうだ。相手が自分より大きかろうが強かろうが、いっさい問題ない。私はどんな場面でも克服できる経験を積んできた」と強敵打倒を誓った。一方のジェイコブスは「これまでになくフィジカル強化に努めた。なぜならカネロは俊敏でオフェンスで猛攻撃ができるからだ。私はGGGに勝ったと信じている。今回は議論を呼ばずに勝てると思う」と語り、「メンタル面でも充実している。私は絶頂期にいる。カネロはフロイド・メイウェザー以来、絶頂期のボクサーと戦わなければならない」と心理面で揺さぶりをかけた。
2019年5月3日、前日計量が行われ、アルバレスが159.5ポンド、ジェイコブスがリミットの160ポンドを計測し一発で計量をパスした。計量後のフェイスオフで両者が頭をすり合わせる状態となった時、どちらともなく相手をプッシュ。手を出し合うことになり立ち会人と両陣営によって押さえられる事態が発生した。
2019年5月4日、T-モバイル・アリーナで行われたWBA・WBC・IBF世界ミドル級王座統一戦に於いて、アルバレスが12回3-0（115-113×2、116-112）の判定勝ちを収めWBA・WBC王座の初防衛、IBF王座の獲得並びにWBCがこの試合のために特別に作成したマヤ王座の獲得に成功した。この試合は前日の公式計量に加えて、アルバレスが要求しジェイコブスが同意していた、試合当日の午前8時にも計量を行い170ポンドまでに体重増を抑える契約が結ばれていたが、ジェイコブスは173.6ポンドと3.6ポンド契約体重をオーバーし、1ポンド当たり25万ドルの罰金を支払った。またDAZNで配信されたこの試合はアメリカ国内で60万人が視聴した。

## 対戦カード
^Note 1 WBAスーパー・WBC・IBF世界ミドル級王座統一戦、リングマガジン世界ミドル級タイトルマッチ
^Note 2 ウェルター級10回戦
^Note 3 WBA世界スーパーフェザー級ゴールド王座決定戦
^Note 4 WBA世界スーパーミドル級暫定王座決定戦
^Note 5 WBOインターナショナル・NABOスーパーフェザー級王座統一戦
^Note 6 USNBCウェルター級王座決定戦

## 採点表
| 王座：WBAスーパー・WBC・IBF世界ミドル級王座統一戦 リングマガジン世界ミドル級タイトルマッチ | 王座：WBAスーパー・WBC・IBF世界ミドル級王座統一戦 リングマガジン世界ミドル級タイトルマッチ | 王座：WBAスーパー・WBC・IBF世界ミドル級王座統一戦 リングマガジン世界ミドル級タイトルマッチ | 王座：WBAスーパー・WBC・IBF世界ミドル級王座統一戦 リングマガジン世界ミドル級タイトルマッチ | 王座：WBAスーパー・WBC・IBF世界ミドル級王座統一戦 リングマガジン世界ミドル級タイトルマッチ |                                                | 主審：トニー・ウィークス                       | 主審：トニー・ウィークス                       | 主審：トニー・ウィークス                       | 主審：トニー・ウィークス                       | 主審：トニー・ウィークス                                                                      |                                                                                               | 立会人：ヒルベルト・メンドーサ・ジュニア(WBA:パナマ,WBA会長) マウリシオ・スレイマン(WBC:メキシコ,WBC会長) ダーリル・ピープルズ(IBF:アメリカ合衆国,IBF会長) | 立会人：ヒルベルト・メンドーサ・ジュニア(WBA:パナマ,WBA会長) マウリシオ・スレイマン(WBC:メキシコ,WBC会長) ダーリル・ピープルズ(IBF:アメリカ合衆国,IBF会長) | 立会人：ヒルベルト・メンドーサ・ジュニア(WBA:パナマ,WBA会長) マウリシオ・スレイマン(WBC:メキシコ,WBC会長) ダーリル・ピープルズ(IBF:アメリカ合衆国,IBF会長) | 立会人：ヒルベルト・メンドーサ・ジュニア(WBA:パナマ,WBA会長) マウリシオ・スレイマン(WBC:メキシコ,WBC会長) ダーリル・ピープルズ(IBF:アメリカ合衆国,IBF会長) | 立会人：ヒルベルト・メンドーサ・ジュニア(WBA:パナマ,WBA会長) マウリシオ・スレイマン(WBC:メキシコ,WBC会長) ダーリル・ピープルズ(IBF:アメリカ合衆国,IBF会長) |
| 開催日：2019年5月4日                                                                       | 開催日：2019年5月4日                                                                       | 開催日：2019年5月4日                                                                       | 開催日：2019年5月4日                                                                       | 開催日：2019年5月4日                                                                       | 会場：ネバダ州ラスベガス・T-モバイル・アリーナ | 会場：ネバダ州ラスベガス・T-モバイル・アリーナ | 会場：ネバダ州ラスベガス・T-モバイル・アリーナ | 会場：ネバダ州ラスベガス・T-モバイル・アリーナ | 会場：ネバダ州ラスベガス・T-モバイル・アリーナ | 主催：ゴールデンボーイ・プロモーションズ カネロ・プロモーションズ マッチルーム・スポーツ・USA | 主催：ゴールデンボーイ・プロモーションズ カネロ・プロモーションズ マッチルーム・スポーツ・USA | 主催：ゴールデンボーイ・プロモーションズ カネロ・プロモーションズ マッチルーム・スポーツ・USA                                                              | 主催：ゴールデンボーイ・プロモーションズ カネロ・プロモーションズ マッチルーム・スポーツ・USA                                                              | 主催：ゴールデンボーイ・プロモーションズ カネロ・プロモーションズ マッチルーム・スポーツ・USA                                                              | | |
| サウル・アルバレス                                                                         | サウル・アルバレス                                                                         | 対                                                                                         | ダニエル・ジェイコブス                                                                     | ダニエル・ジェイコブス                                                                     | サウル・アルバレス                             | サウル・アルバレス                             | 対                                             | ダニエル・ジェイコブス                         | ダニエル・ジェイコブス                         | サウル・アルバレス                                                                            | サウル・アルバレス                                                                            | 対 | ダニエル・ジェイコブス | ダニエル・ジェイコブス | | |
| RS                                                                                         | TS                                                                                         | 回                                                                                         | TS                                                                                         | RS                                                                                         | RS                                             | TS                                             | 回                                             | TS                                             | RS                                             | RS                                                                                            | TS                                                                                            | 回 | TS | RS | | |
| 10                                                                                         |                                                                                            | 1                                                                                          |                                                                                            | 9                                                                                          |                                                | 9                                              |                                                | 1                                              |                                                | 10                                                                                            |                                                                                               | 9 | | 1 | | 10 |
| 10                                                                                         | 20                                                                                         | 2                                                                                          | 18                                                                                         | 9                                                                                          | 10                                             | 19                                             | 2                                              | 19                                             | 9                                              | 10                                                                                            | 19                                                                                            | 2 | 19 | 9 | | |
| 10                                                                                         | 30                                                                                         | 3                                                                                          | 27                                                                                         | 9                                                                                          | 10                                             | 29                                             | 3                                              | 28                                             | 9                                              | 10                                                                                            | 29                                                                                            | 3 | 28 | 9 | | |
| 10                                                                                         | 40                                                                                         | 4                                                                                          | 36                                                                                         | 9                                                                                          | 10                                             | 39                                             | 4                                              | 37                                             | 9                                              | 10                                                                                            | 39                                                                                            | 4 | 37 | 9 | | |
| 10                                                                                         | 50                                                                                         | 5                                                                                          | 45                                                                                         | 9                                                                                          | 10                                             | 49                                             | 5                                              | 46                                             | 9                                              | 10                                                                                            | 49                                                                                            | 5 | 46 | 9 | | |
| 9                                                                                          | 59                                                                                         | 6                                                                                          | 55                                                                                         | 10                                                                                         | 9                                              | 58                                             | 6                                              | 56                                             | 10                                             | 9                                                                                             | 58                                                                                            | 6 | 56 | 10 | | |
| 9                                                                                          | 68                                                                                         | 7                                                                                          | 65                                                                                         | 10                                                                                         | 10                                             | 68                                             | 7                                              | 65                                             | 9                                              | 10                                                                                            | 68                                                                                            | 7 | 65 | 9 | | |
| 10                                                                                         | 78                                                                                         | 8                                                                                          | 74                                                                                         | 9                                                                                          | 10                                             | 78                                             | 8                                              | 74                                             | 9                                              | 10                                                                                            | 78                                                                                            | 8 | 74 | 9 | | |
| 9                                                                                          | 87                                                                                         | 9                                                                                          | 84                                                                                         | 10                                                                                         | 9                                              | 87                                             | 9                                              | 84                                             | 10                                             | 9                                                                                             | 87                                                                                            | 9 | 84 | 10 | | |
| 9                                                                                          | 96                                                                                         | 10                                                                                         | 94                                                                                         | 10                                                                                         | 10                                             | 97                                             | 10                                             | 93                                             | 9                                              | 10                                                                                            | 97                                                                                            | 10 | 93 | 9 | | |
| 10                                                                                         | 106                                                                                        | 11                                                                                         | 103                                                                                        | 9                                                                                          | 9                                              | 106                                            | 11                                             | 103                                            | 10                                             | 9                                                                                             | 106                                                                                           | 11 | 103 | 10 | | |
| 10                                                                                         | 116                                                                                        | 12                                                                                         | 112                                                                                        | 9                                                                                          | 9                                              | 115                                            | 12                                             | 113                                            | 10                                             | 9                                                                                             | 115                                                                                           | 12 | 113 | 10 | | |
| 計                                                                                         | 116                                                                                        | –                                                                                          | 112                                                                                        | 計                                                                                         |                                                | 計                                             | 115                                            | –                                              | 113                                            | 計                                                                                            |                                                                                               | 計 | 115 | – | 113 | 計 |
| 副審：グレン・フェルドマン                                                                 | 副審：グレン・フェルドマン                                                                 | 副審：グレン・フェルドマン                                                                 | 副審：グレン・フェルドマン                                                                 | 副審：グレン・フェルドマン                                                                 | 副審：デーブ・モレッティ                       | 副審：デーブ・モレッティ                       | 副審：デーブ・モレッティ                       | 副審：デーブ・モレッティ                       | 副審：デーブ・モレッティ                       | 副審：スティーブ・ワイスフェルド                                                              | 副審：スティーブ・ワイスフェルド                                                              | 副審：スティーブ・ワイスフェルド | 副審：スティーブ・ワイスフェルド | 副審：スティーブ・ワイスフェルド | | |
| 処分：無し                                                                                 | 処分：無し                                                                                 | 処分：無し                                                                                 | 処分：無し                                                                                 | 処分：無し                                                                                 | 減点：無し                                     | 減点：無し                                     | 減点：無し                                     | 減点：無し                                     | 減点：無し                                     | 結果：アルバレス12回3-0の判定勝ち                                                             | 結果：アルバレス12回3-0の判定勝ち                                                             | 結果：アルバレス12回3-0の判定勝ち | 結果：アルバレス12回3-0の判定勝ち | 結果：アルバレス12回3-0の判定勝ち | | |